# Øresundsvej (København)
Øresundsvej er en gade på Amager i den københavnske bydel Sundbyøster, der løber fra Amagerbrogade til Øresund og Amager Strandpark. Mens den vestlige del af gaden er præget af ældre, tæt byggeri, er den østlige del præget af nyere byggeri som erstatning for nedlagt industri. Tidligere lå industrigiganten Vølund i den østlige ende af gaden fra 1921 til 1964.
På gaden ligger Amager Bio samt de to metrostationer Lergravsparken og Øresund.

## Historie
Øresundsvej er den gamle hovedgade i landsbyen Sundbyøster. Alle landsbyens gårde lå i en række langs med gaden, med opdyrket land på den ene side og græsningsarealer på den anden. Gaden begyndte at ændre sig i 1755, da et kongeligt privilegium tillod håndværkere og sømænd at bosætte sig i Sundbyøster og Sundbyvester. De omkringliggende landbrugsområder blev udstykket  i slutningen af 1800-tallet.
Den første del af gaden blev gradvist bebygget med etageejendomme efter århundredskiftet. Flere store fabrikker åbnede i den fjerne ende af gaden i 1910'erne og 1920'ere. En af dem var Nielsen & Winther, en maskinfabrik og flyproducent der tidligere havde ligget på Blegdamsvej. Virksomheden åbnede en stor fabrik på Øresundsvej 147 i 1917. Komplekset var tegnet af Frederik Wagner. Få år senere, i 1921, blev det overtaget af Vølund. NKT åbnede et stort kabelvalseværk på en nabogrund i 1908.

## Bygninger
Amager Kulturpunkt i nr. 6 er et lokalt kulturhus med forskellige værksteder og øvelokaler. Amager Bio er et spillested, der er indrettet i en tidligere biograf fra 1941. Børnekulturhus Ama'r er specielt målrettet børn.
Der ligger to metrostationer ved gaden, Lergravsparken og Øresund, der begge betjenes af linje M2.